# Grant Langston
Grant Langston (Durban, 17 giugno 1982) è un pilota motociclistico sudafricano ritiratosi dall'attività agonistica.

## Carriera
Si trasferisce giovanissimo in Europa per correre il mondiale 125 e s'impone all'attenzione di tutti quando, nel 1999, vince il GP di Germania e si classifica al decimo posto in campionato con la KTM del Team Champ.
Nel 2000 rimane con lo stesso team: viene considerato inizialmente un possibile outsider ma, gara dopo gara, si afferma in vetta alla classifica e conquista da dominatore il titolo di Campione del Mondo, con una gara d'anticipo e diverse vittorie di Gran Premi.
Coronato il sogno di vincere un mondiale, nel 2001 Grant si trasferisce negli USA, con il team KTM ufficiale e si inserisce subito tra i grandi protagonisti della classe 125: ottiene buoni piazzamenti nel Supercross e sfiora la vittoria nel National, in cui comanda la classifica per tutto il campionato (nonostante un infortunio nel corso del torneo lo costringa a saltare una gara) e perde il titolo solo all'ultima manche, per colpa di un guasto ad una ruota che lo costringe al ritiro. L'anno seguente è protagonista di accesi confronti nel Supercross Costa Est con l'australiano Chad Reed, ma non riesce mai a prevalere; un infortunio al ginocchio lo costringe poi a saltare gran parte del National, il campionato a cui puntava maggiormente.
La rivincita arriva nel 2003, quando finalmente arriva il titolo National 125: sfruttando l'assenza per infortunio del grande favorito James Stewart nelle prime prove e mantenendo un rendimento costante per tutto l'arco del campionato, Langston, pur senza mai vincere una gara, s'impone sul compagno di squadra Ryan Hughes. Quell'anno partecipa anche al primo Campionato AMA Supermoto vincendo il titolo della classe Unlimited, sempre su KTM.
Nel 2004 Langston sale finalmente di categoria e si schiera al via del Supercross 250; i risultati, però, non sono esaltanti e poco dopo metà campionato arriva anche un infortunio che lo costringe a chiudere anzitempo la stagione. A fine anno lascia la KTM e passa alla Kawasaki del team Pro Circuit, accettando di tornare nella classe 125 (ribattezzata Lites).
Con le verdi 250 4T Grant vive due anni di successi, conquistando i titoli Supercross di entrambe le coste e diventando il primo pilota nella storia del motocross a vincere tutti i principali titoli (Campionato del Mondo, Supercross USA Costa Est ed Ovest e National USA) della categoria più piccola.
Nel 2007 firma un contratto con la Yamaha e risale definitivamente nella categoria maggiore, in sella alla 450 ufficiale della Casa di Iwata. Il Supercross è pregiudicato da un infortunio, ma nel National arriva un'altra, inattesa soddisfazione: come nel 2003, ancora una volta il favoritissimo Stewart si fa male e Grant ne approfitta per vincere il suo secondo titolo nel campionato americano outdoor, il primo nella 450.
Questo sarà l'ultimo acuto nella carriera del pilota sudafricano, che da quel momento in poi sarà tartassato da infortuni e problemi fisici piuttosto gravi, che non gli consentiranno più di esprimersi ai suoi livelli. 
Dopo alcuni anni spesi a ricercare senza successo la forma migliore, a fine 2010 Langston annuncia il suo ritiro dalle corse professionistiche, a 28 anni. Con un titolo mondiale e 4 titoli americani in bacheca, è il pilota sudafricano più vittorioso di sempre.
A tutt'oggi vive negli Stati Uniti con la famiglia, nel 2023 è stato inserito nella Hall of fame del campionato americano.